# 亢奋战
《亢奋战：第三帝国磕药史》（德語：Der totale Rausch: Drogen im Dritten Reich），簡稱《亢奋战》，是德国作家诺曼·奥勒创作的一本批露纳粹德国统治下的毒品状况的非虚构作品。該书在德国一经出版便大受欢迎，并在次年（2016年）被《衛報》评选为2016年年度图书。該書提到一个充斥着毒品的第三帝国，并从侧面揭示了部分关于二战前期德军不可战胜与纳粹德国最终败亡的原因。